# Одолянув
Одолянув (пол. Odolanów, нем. Adelnau) — город в Польше, входит в Великопольское воеводство, Острувский повят. Имеет статус городско-сельской гмины. Занимает площадь 4,76 км². Население 4924 человек (на 2004 год).